# Altarbrun

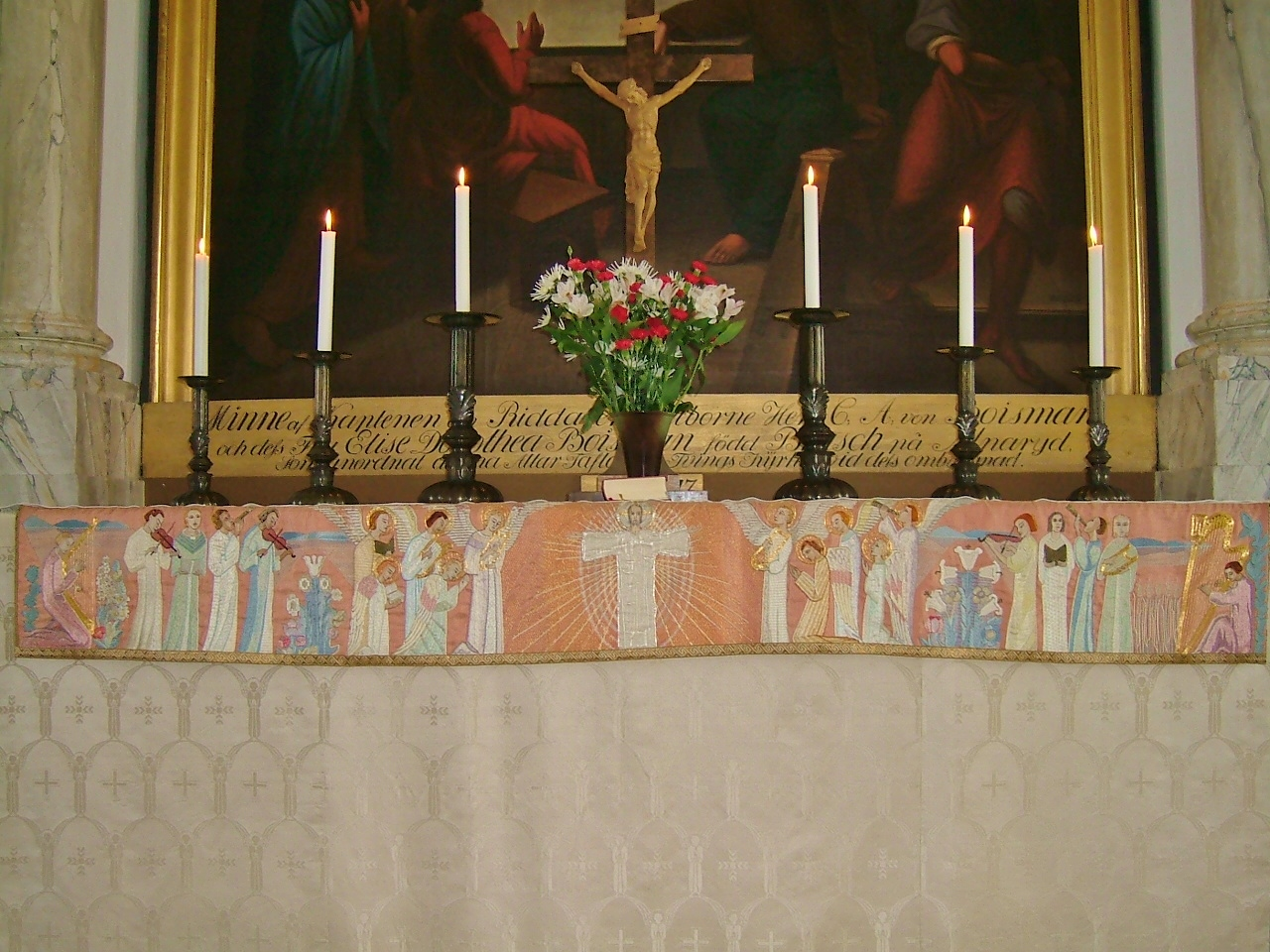
Altarbrun i Tvings kyrka.

Altarbrun, kallas den broderade bård som från altarskivans framkant faller ned över antependiet och döljer dess fäste vid altarbordet. Den var ursprungligen fäst vid en av altardukarna, men senare vanligen vid antependiet. Den kan även finnas där inget antependium finns. Ordet brun har samma betydelse som bryn, det vill säga kant.